# Muhammad ibn Massarra
Muhammad ibn Masarra, o Masara (en árabe: أبو عبد الله محمد بن عبد الله بن مسرة بن نجيح الجبلي‎—Córdoba, 883-Córdoba, 931) fue uno de los primeros maestros del pensamiento y la filosofía en el mundo islámico en Al-Ándalus, partiendo de presupuestos del conocimiento del islam y la filosofía, de acuerdo con las formas gnósticas y unitarias.

## Biografía
Fue su padre, comerciante aficionado al marazilismo, quien le iniciaría en los estudios teológicos y filosóficos. Entre otras tantas acusaciones que a su enseñanza se le hicieron, especialmente se le atribuye la herejía mu'tazili, que atribuye la libertad humana, la causalidad de todos los actos y que niega, al mismo tiempo, la existencia del infierno; todo ello, unido a la conflictiva situación por la que atravesaba el emirato cordobés debido a la revuelta de Ibn Hafsûn, que originaría la condena del emir, lo que motivaría, su huida de al-Ándalus, so pretexto de una peregrinación oficial a La Meca acompañándole en el viaje dos de sus más fieles discípulos.
Tras su regreso a Córdoba, de nuevo buscaría aislarse con sus discípulos en un retiro de la Sierra de Córdoba. Así continuó exponiendo su pensamiento a los iniciados que formaban parte de su escuela. Uno de ellos, Ibn Abd al-Mâlik, se las ingeniaría para escribir una copia subrepticia de la obra de su maestro, que más tarde publicaría, originando esta una grave denuncia de herejía por parte de los alfaquíes más ortodoxos, aunque no hay constancia de que fuera condenado.
La obra de Ibn Massarra no sólo sería polémica en al-Ándalus; transcendió a todo el mundo árabe. Su obra como tal no ha llegado, sin embargo, conocemos el título de dos de sus escritos: Libro de la explicación perspicua y Libro de las letras, en los cuales expone y defiende su sistema, bajo la apariencia musulmana del motazilismo y del sufismo batiní.

## Pensamiento
De acuerdo con el pensamiento de Ibn Massarra, sus fundamentos filosóficos formarían escuela a partir del Pseudo-Empédocles, y sus teorías acerca del origen de la materia, del origen de la existencia. Se apoyaría, de igual forma, para su punto de partida e intento de explicación comprensiva de la existencia como problema filosófico, en Plotino y Aristóteles, a los que siguió con gran conocimiento.
En su teoría acerca de la existencia, mantiene Ibn Massarra que en todo lo creado (a partir del axioma de la creación) existe algo paciente o receptor que se hallaría frente al actor creador en sí. Ese algo paciente puede ser comparado, de forma simbólica, con una materia, a partir de la cual estaría hecho el mundo. O con otras palabras, y para evitar el gravísimo error teológico de pensar la posibilidad de que un dios creara el mundo a partir de algo existente fuera de él, afirma que la realidad es el acto puro y la recepción pura, inseparables dentro de la esencia divina, enfrentándose en la existencia finita. Todo ello caracterizaría a las criaturas, es decir, a lo finito o creado. Acto y recepción, acción y pasividad, etcétera, se diferencian, como polos extremos, entre los cuales se desarrollan las criaturas.
De todo ello se deduce que el acto puro estaría siempre del lado de la unidad. Como una luz que parte de una fuente, mantiene una acción el polo receptor comparado a un espejo que refleja dicha luz, o como un medio que la refracta. Todo ello sería la raíz de la pluralidad. A esta materia originaria, o fuente original, se la conoce en griego con el término hyle, y hayûla en árabe, que entre otras cosas viene a significar la conocida distinción griega antigua entre forma y materia, que a su vez sería plásticamente formulada a modo de ejemplo artístico, donde una forma existente en la mente es posible imprimirla en una materia moldeable (por ejemplo, la estatua).
La materia origina en el pensamiento de Ibn Masarra, sigue de cerca a Aristóteles, el cual manifestó que la materia original en sí, antes de tomar una forma, no es ni visible ni imaginable. Es su teoría acerca de los polos activo y receptivo, los cuales en sus diferentes relaciones van creando todo un universo y jerarquía de grados de existencia, que resultaría de la determinación mutua entre estos polos: de las nupcias del polo puramente activo con el puramente receptivo nace, como primer grado, una realidad relativamente activa, frente a la cual se halla, como segundo grado, otra realidad relativamente receptiva; las nupcias de los polos se van repitiendo de forma gradual hasta llegar a la materia, aunque de una forma relativamente receptiva, que daría lugar —según esta teoría— a la base del mundo físico, y que fue llamada por los filósofos latinos materia signata quantitate. Con todo ello, los dos polos primeros, el acto puro y la materia original, permanecerían siempre iguales a ellos mismos: la materia original, pues, sería, hablando en términos esotéricos, la madre fecunda y siempre virgen del universo.

### El origen del mundo
En su intento de explicar el origen del mundo y las cosas a partir de la materia original, Ibn Massarra haría uso de la conocida parábola de los polvitos solares, que se remontan a Alí, yerno del profeta, que haría precipitar en el Islám gran parte de las fórmulas filosóficas y sufíes. Esta parábola dice que sin la irradiación del Sol, que cae sobre las partículas de polvo suspendidas en el aire, éstas no podrían aparecer visibles, y sin las partículas de polvo los propios rayos solares no se distinguirían en el aire; éstas se corresponden a la materia original que, en sí, sin el reflejo de los rayos del Sol, a imagen de la luz divina, carecerían de entidad.
Gracias a esta parábola, la doctrina de la materia original recibe un sentido que va mucho más allá del horizonte exclusivo de la filosofía, en cuanto está se halla ligada al pensamiento deductivo. En última instancia, la parábola de las partículas de polvo iluminadas por el sol se refieren al concepto del conocimiento de la unidad e indivisibilidad de Dios. Importante cuestión ideológica que conllevaría las sucesivas transformaciones políticas y culturales que darían como logro la revolución de los andalusíes en al-Ándalus.
A nivel ideológico, era la pugna entre la concepción unitaria de Dios y de la doctrina trinitaria cristiana. Así pues, en el pensamiento de Ibn Masarra vemos la imagen de un andaluz unitario inserto en la vorágine de los acontecimientos revolucionarios islámicos que, por su nombre, ya es un fiel reflejo de la arabización y la islamización de la Bética, y que en su pensamiento deductivo ha traspasado el simple campo del gnosticismo hacia una comprensión intelectual del islam.

### El alma
Podremos comparar, haciendo referencia a Dante Alighieri, cómo la doctrina de los grados de existencia y su representación figurativa, serían posteriormente utilizadas también por los cristianos del Renacimiento, siendo fieles seguidores de las enseñanzas del andaluz Ibn Masarra. Como eslabón espiritual intermedio aparece un escrito latino, de autor cristiano desconocido, cuyo único ejemplar conservado se encuentra hoy en París, pero, según todos los indicios, fue compuesto en al-Ándalus y copiado en Bolonia hacia finales del siglo XII. Describe éste la ascensión del alma a través de las esferas celestes, dando al mismo tiempo un panorama esquemático del universo, donde los diferentes elementos de la cosmología árabe y andalusí aparecen en su justo lugar. A simple vista, la obra parece describir el viaje del alma a la otra vida, al más allá; pero en realidad, de lo que se trata, al igual que en la Divina Comedia de Dante, es de la ascensión del espíritu contemplativo a través de todos los estados del ser y de la conciencia hasta llegar al origen divino.
Lo que ha confundido a los investigadores modernos del manuscrito es la circunstancia de que la jerarquía de los cielos astronómicos, que –como en los cosmólogos árabes- son diez; son interpretados de tres modos distintos, aparentemente contradictorios: primero como grados de la perfección humana o de la virtud contemplativa, la segunda vez como grados del puro conocimiento del Creador y la tercera vez –con sentido negativo y por un orden invertido- como precipitación gradual del alma en estados de esclavitud y desgarramiento.
Esta triple interpretación se explica desde la filosofía musulmana del modo siguiente: según Avicena, corresponde a cada uno de los cielos astronómicos tanto un grado del alma universal como un modo de conocer el intelecto universal; al mismo tiempo los cielos astronómicos son expresión de fuerzas naturales que dominan este mundo terrenal y que tiene para el alma que les es entregada necesariamente un carácter fatal y tiránico.
Existe un esquema que ilustra el manuscrito, donde los estados del mundo físico, psíquico y espiritual se representan todos de un modo continuo y en un mismo nivel formando círculos concéntricos. El círculo exterior de esta jerarquía lleva el título: El primer efecto, el primer ser creado, el origen de todas las criaturas, en el cual están contenidas las criaturas. Ello no significa otra cosa que el espíritu universal o la primera facultad cognoscitiva, el intelectus primus latino de los cosmólogos musulmanes.
De alguna forma, el criterio cristiano también quedaría señalado aquí, y se trataría del reflejo inmediato del logos en la creación. En el exterior de este círculo encontramos dos círculos más, estando marcado el interior de éstos con la denominación de forma original (la forma in potentia de los latinos), que se refiere al polo activo o generador del universo. Ello recuerda particularmente la doctrina de Ibn Gabirol y también el hecho de que por encima de todos los círculos se encuentre la leyenda: Voluntad del creador como señalando la última razón de la existencia.
Por encima del sistema geométrico de los grados de existencia, encontramos la imagen del Cristo entronizado, cuyos pies son tocados por los círculos más altos y las figuras humanas que ascienden hacia ellos. La posición sui generis que ocupa la obra, su papel como eslabón que une al mundo cristiano-unitario y gnóstico, con la revolución andalusí musulmana en al-Ándalus.